# Black River

Black River - польская стоунер-рок/хэви-метал-группа, основанная в 2008 году участниками таких групп, как Behemoth, Dimmu Borgir, Rootwater.
В 2008 году получила награду польской радиостанции Antyradio.
В 2009 году была номинирована на "Fryderyk", ежегодную польскую музыкальную премию.
В интервью от 9 Февраля 2014 года Томаш Врублевский заявил о распаде группы из-за проблем со здоровьем у вокалиста Maciej Taff'a.

## Дискография
- Black River (19 мая, 2008, Mystic Production)[5]
- Black'N'Roll (21 сентября, 2009, Mystic Production)[6]
- Trash (6 декабря, 2010, Mystic Production)[7]

## Видео
- "Free Man" (2008, режиссёр: Roman Przylipiak)
- "Punky Blonde" (2008, режиссёр: Roman Przylipiak)[8]
- "Silence" (2008, режиссёр: Roman Przylipiak)[8]
- "Black'n'Roll" (2009, режиссёр: Roman Przylipiak)[5]
- "Lucky in Hell" (2010, режиссёр: Roman Przylipiak)[9]